# Ballygally Castle
Koordinaten: 54° 53′ 56″ N, 5° 51′ 40″ W

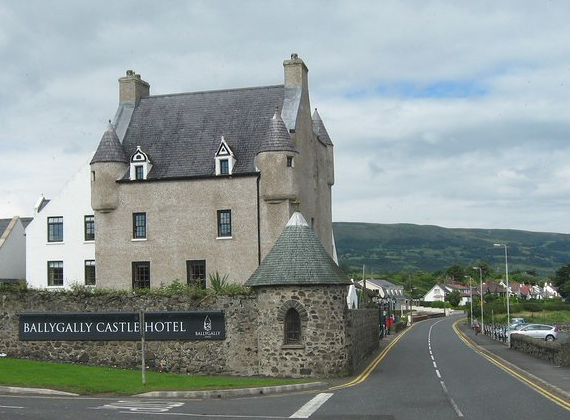
Ballygally Castle Hotel von der Coast Road aus gesehen

Ballygally Castle ist ein im nordirischen Dorf Ballygally (irisch Baile Geithligh) gelegenes Schloss. Es befindet sich etwa 5 Kilometer nördlich der Stadt Larne.

## Geschichte
Das Schloss wurde 1625 von einem Schotten namens James Shaw und dessen Frau Isabella Brisbane erbaut. Das Ehepaar stammte ursprünglich aus Greenock, wanderte 1606 nach Irland aus und ließ sich 1613 in Ballygally nieder. Kurze Zeit später pachtete Shaw für 24 Pfund im Jahr vom Earl of Antrim Land, auf dem er das Gebäude errichtete. Während der Irischen Rebellion von 1641 versuchte die in Glenarm stationierte irische Garnison mehrfach, das Schloss einzunehmen, scheiterte jedoch immer. Im 18. Jahrhundert wurde das Gebäude erweitert. Bis 1799 blieb es in Besitz der Familie Shaw, dann musste William Shaw alle Besitzungen verkaufen. Das Schloss ging für 15.400 Pfund an die Familie Agnew. Nachdem das Gebäude eine Zeit lang als Station der Küstenwache gedient hatte, zog der Pfarrer Classon Porter mit seiner Familie ein und bewohnte es mehrere Jahre lang. Schließlich kaufte der Unternehmer Cyril Lord das Schloss und baute es in den 1950er Jahren zum Hotel aus. 1966 verkaufte er es für 40.000 Pfund an die Hastings Hotels Group. Das Hotel ist vom Northern Ireland Tourist Board mit vier Sternen ausgezeichnet. In den Jahren 2007 und 2014 wurde es grundlegend renoviert.

## Bauwerk

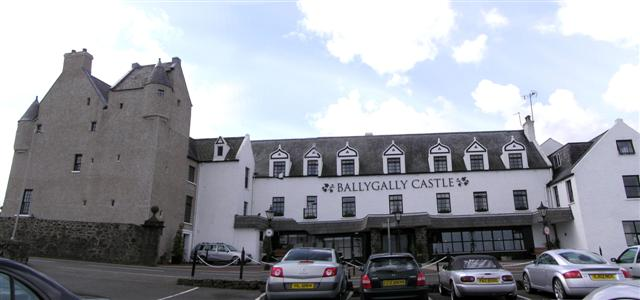
Blick auf das Torhaus

Architektonisch weist das Schloss deutliche Einflüsse aus Schottland und Frankreich auf. Die hohen Mauern und steilen Dächer mit Dachfenstern und Erkern wurden hauptsächlich mit Baumaterial aus der näheren Umgebung errichtet. Die Mauern sind etwa 1,5 Meter dick und mit Schießscharten versehen. Verschönert wird das Gebäude durch zahlreiche Konsolen, und die Tourellen mit ihren kegelförmigen Dächern sind weithin sichtbar. Ursprünglich gab es einen Innenhof und, umgeben von hohen Mauern, einen äußeren Hof. Im Innenhof des Gebäudes befanden sich Ställe, eine kleine Brauerei und ein Taubenschlag. Durch die Eingangshalle wurde ein kleiner Wasserlauf geführt, um die Wasserversorgung der Bewohner im Falle einer Belagerung zu sichern. Das heute im Schloss befindliche Hotel hat 54 Zimmer. Es ist das einzige Gebäude aus dem 17. Jahrhundert in Nordirland, das noch zu Wohnzwecken genutzt wird.